# Lambert Wilson
Lambert Wilson (n. 3 august 1958) este un actor francez. A devenit cunoscut pentru rolul personajului Merovingian din seria The Matrix. 

## Biografie
S-a născut în Neuilly-sur-Seine, tatăl său fiind Georges Wilson, fost actor, manager al Teatrului Național din Paris. A fost distribuit în seria de reclame pentru Calvin Klein, alături de Christy Turlington pentru Eternity în 1991 și 1998. A realizat albumul de muzică „Musical” în 2004, alături de John McGlinn, care a condus Orchestra Filarmonicii din Monte Carlo.

## Filmografie
| An   | Titlu                                                             | Rol                              | Regizor                                       | Note                                                                                  |
| ---- | ----------------------------------------------------------------- | -------------------------------- | --------------------------------------------- | ------------------------------------------------------------------------------------- |
| 1977 | Julia                                                             | Walter Franz                     | Fred Zinnemann                                |                                                                                       |
| 1978 | Gaston Phébus                                                     | Yvain                            | Bernard Borderie                              | Miniserial TV                                                                         |
| 1979 | Le gendarme et les extra-terrestres (Jandarmul și extratereștrii) | Un extraterestru                 | Jean Girault                                  |                                                                                       |
| 1979 | fr                                                                | Jean-Charles                     | Jean-Pierre Lowf Legoff                       |                                                                                       |
| 1979 | Lady Oscar                                                        | Cocky soldier                    | Jacques Demy                                  |                                                                                       |
| 1979 | From Hell to Victory                                              |                                  | Umberto Lenzi                                 |                                                                                       |
| 1980 | Cinéma 16                                                         | Gilbert                          | Eric Le Hung                                  |                                                                                       |
| 1980 | Au feu le préfet                                                  | Patrick Callaghan                | Alain Boudet                                  | Film TV                                                                               |
| 1980 | L'inconnue d'Arras                                                | The grandfather                  | Raymond Rouleau                               | Film TV                                                                               |
| 1981 | Quatre femmes, quatre vies: La maison bleue                       | Jean-Paul Taillandier            | Robert Mazoyer                                | Film TV                                                                               |
| 1981 | La dernière nuit                                                  | The assistant executioner        | Didier Decoin                                 | Film TV                                                                               |
| 1981 | Chanel Solitaire                                                  |                                  | George Kaczender                              |                                                                                       |
| 1981 | Histoire contemporaine                                            | Henri de Brèce                   | Michel Boisrond                               | Miniserial TV                                                                         |
| 1981 | La guerre de Troie n'aura pas lieu                                | Paris                            | Raymond Rouleau                               | Film TV                                                                               |
| 1982 | Five Days One Summer                                              | Johann Biari                     | Fred Zinnemann                                |                                                                                       |
| 1982 | La Boum 2                                                         | Félix Maréchal                   | Claude Pinoteau                               |                                                                                       |
| 1983 | Sahara                                                            | Jaffar                           | Andrew V. McLaglen                            |                                                                                       |
| 1983 | La caravane                                                       | Éric                             | Roger Gillioz                                 | Film TV                                                                               |
| 1984 | The Blood of Others                                               | Paul                             | Claude Chabrol                                |                                                                                       |
| 1984 | The Public Woman                                                  | Milan Mliska                     | Andrzej Żuławski                              | Nominalizare - César Award for Best Supporting Actor                                  |
| 1985 | Rendez-vous                                                       | Quentin                          | André Téchiné                                 | Nominalizare - César Award for Best Actor                                             |
| 1985 | fr                                                                | Villain                          | Pierre Granier-Deferre                        |                                                                                       |
| 1985 | Red Kiss                                                          | Stéphane                         | Véra Belmont                                  |                                                                                       |
| 1985 | Abandons                                                          |                                  | Pierre-Jean de San Bartolomé                  | Scurtmetraj                                                                           |
| 1986 | fr                                                                | Ned                              | Yves Boisset                                  |                                                                                       |
| 1986 | Corps et biens                                                    | Michel Sauvage                   | Benoît Jacquot                                |                                                                                       |
| 1986 | La Storia                                                         | Carlo Vivaldi / Davide Segre     | Luigi Comencini                               | Film TV                                                                               |
| 1986 | La forêt noire                                                    |                                  | Béatrice Jalbert                              | Scurtmetraj                                                                           |
| 1987 | The Belly of an Architect                                         | Caspasian Speckler               | Peter Greenaway                               |                                                                                       |
| 1988 | The Possessed                                                     | Nikolaj Stavrogin                | Andrzej Wajda                                 |                                                                                       |
| 1988 | Chouans!                                                          | Tarquin                          | Philippe de Broca                             |                                                                                       |
| 1988 | El Dorado                                                         | Pedro de Ursúa                   | Carlos Saura                                  |                                                                                       |
| 1988 | Margot et le voleur d'enfants                                     |                                  | Michèle Reiser                                | Scurtmetraj                                                                           |
| 1989 | La vouivre                                                        | Arsène Muselier                  | Georges Wilson                                |                                                                                       |
| 1989 | Suivez cet avion                                                  | Rémi Cerneaux                    | Patrice Ambard                                |                                                                                       |
| 1989 | Hiver 54, l'abbé Pierre                                           | Abbé Pierre                      | Denis Amar                                    | Nominalizare - César Award for Best Actor                                             |
| 1991 | Un homme et deux femmes                                           | Dr. Paul Baudoin                 | Valérie Stroh                                 |                                                                                       |
| 1991 | Shuttlecock                                                       | John Prentis                     | Andrew Piddington                             |                                                                                       |
| 1992 | Strangers                                                         | The Guy                          | Joan Tewkesbury                               | Film TV                                                                               |
| 1992 | Warsaw - Year 5703                                                | Alek                             | Janusz Kijowski                               |                                                                                       |
| 1992 | Frankenstein                                                      | Clerval                          | David Wickes                                  | Film TV                                                                               |
| 1993 | L'instinct de l'ange                                              | Henry                            | Richard Dembo                                 |                                                                                       |
| 1994 | Une qui promet                                                    | Ferdinand                        | Marianne Lamour                               | Film TV                                                                               |
| 1994 | Les caprices de Marianne                                          | Octave                           | Jean-Daniel Verhaeghe                         | Film TV                                                                               |
| 1994 | Rage and Outrage: The Dreyfus Affair                              |                                  | Raoul Sangla                                  | Film TV                                                                               |
| 1995 | Jefferson in Paris                                                | Marquis de Lafayette             | James Ivory                                   |                                                                                       |
| 1995 | Pour une vie ou deux                                              | Noël Gregorio                    | Marc Angelo                                   | Film TV                                                                               |
| 1996 | Les caprices d'un fleuve                                          | Monsieur de la Malène            | Bernard Giraudeau                             |                                                                                       |
| 1996 | Le secret d'Iris                                                  | Pierrot                          | Élisabeth Rappeneau                           | Film TV                                                                               |
| 1996 | The Leading Man                                                   | Felix Webb                       | John Duigan                                   |                                                                                       |
| 1997 | Marquise                                                          | Racine                           | Véra Belmont                                  |                                                                                       |
| 1997 | Same Old Song                                                     | Marc Duveyrier                   | Alain Resnais                                 | Nominalizare - César Award for Best Supporting Actor                                  |
| 1997 | Quand le chat sourit                                              |                                  | Sabine Azéma                                  | Film TV                                                                               |
| 1998 | Too Much (Little) Love                                            | Paul                             | Jacques Doillon                               |                                                                                       |
| 1999 | The Last September                                                | Hugo Montmorency                 | Deborah Warner                                |                                                                                       |
| 2000 | Don Quixote                                                       | Duke                             | Peter Yates                                   | Film TV                                                                               |
| 2000 | Jet Set                                                           | Arthus de Poulignac              | Fabien Onteniente                             | Nominalizare - César Award for Best Supporting Actor                                  |
| 2000 | Combat d'amour en songe                                           | Sebatol                          | Raúl Ruiz                                     |                                                                                       |
| 2000 | Les globulyss                                                     | Voice                            |                                               | Serial TV                                                                             |
| 2001 | HS - hors service                                                 | Francis                          | Jean-Paul Lilienfeld                          |                                                                                       |
| 2001 | Far from China                                                    | Jean-Pierre                      | C.S. Leigh                                    |                                                                                       |
| 2001 | Le divin enfant                                                   | Father Marc Aubray               | Stéphane Clavier                              | Film TV                                                                               |
| 2002 | Les tombales                                                      | Joseph                           | Christophe Barratier                          | Scurtmetraj                                                                           |
| 2003 | It's Easier for a Camel...                                        | Aurelio                          | Valeria Bruni Tedeschi                        |                                                                                       |
| 2003 | The Matrix Reloaded                                               | Merovingian                      | The Wachowskis                                |                                                                                       |
| 2003 | Enter the Matrix                                                  | Merovingian's voice              | The Wachowskis                                | Video Game                                                                            |
| 2003 | Dédales                                                           | Brennac                          | René Manzor                                   |                                                                                       |
| 2003 | The Matrix Revolutions                                            | Merovingian                      | The Wachowskis (3)                            |                                                                                       |
| 2003 | Timeline                                                          | Lord Arnaut                      | Richard Donner                                |                                                                                       |
| 2003 | Not on the Lips                                                   | Eric Thomson                     | Alain Resnais                                 |                                                                                       |
| 2004 | Colette, une femme libre                                          | Henry de Jouvenel                | Nadine Trintignant                            | Miniserial TV                                                                         |
| 2004 | People                                                            | Brother Arthus                   | Fabien Onteniente                             |                                                                                       |
| 2004 | Catwoman                                                          | George Hedare                    | Pitof                                         |                                                                                       |
| 2005 | The Matrix Online                                                 | Merovingian's voice              | The Wachowskis (4) Nathan Hendrickson         | Video Game                                                                            |
| 2005 | Sahara                                                            | Yves Massarde                    | Breck Eisner                                  |                                                                                       |
| 2005 | Mort à l'écran                                                    | Daniel Brullmann                 | Alexis Ferrebeuf                              | Scurtmetraj                                                                           |
| 2005 | Gentille                                                          | Philippe                         | Sophie Fillières                              |                                                                                       |
| 2005 | L'anniversaire                                                    | Raphaël                          | Diane Kurys                                   |                                                                                       |
| 2005 | Palais royal!                                                     | Prince Arnaud                    | Valérie Lemercier                             |                                                                                       |
| 2006 | Private Fears in Public Places                                    | Dan                              | Alain Resnais (3)                             | Nominalizare - Prix Lumière for Best Actor                                            |
| 2007 | Flawless                                                          | Finch                            | Michael Radford                               |                                                                                       |
| 2007 | Tous à l'Ouest: Une aventure de Lucky Luke                        | Lucky Luke's voice               | Olivier Jean-Marie                            |                                                                                       |
| 2008 | Dante 01                                                          | Saint-Georges                    | Marc Caro                                     |                                                                                       |
| 2008 | The Great Alibi                                                   | Pierre Collier                   | Pascal Bonitzer                               |                                                                                       |
| 2008 | Comme les autres                                                  | Emmanuel François Xavier Bernier | Vincent Garenq                                |                                                                                       |
| 2008 | Babylon A.D.                                                      | Dr. Arthur Darquandier           | Mathieu Kassovitz                             |                                                                                       |
| 2008 | The Lazarus Project                                               | Avery                            | John Glenn                                    |                                                                                       |
| 2009 | The Philanthropist                                                | Yves Moehringer                  | Duane Clark                                   | Serial TV (1 Episode)                                                                 |
| 2009 | Victor                                                            | Jérôme Courcelle                 | Thomas Gilou                                  |                                                                                       |
| 2010 | Imogène McCarthery                                                | Samuel Tyler                     | Alexandre Charlot Franck Magnier              |                                                                                       |
| 2010 | The Princess of Montpensier                                       | François de Chabannes            | Bertrand Tavernier                            |                                                                                       |
| 2010 | Of Gods and Men                                                   | Christian de Chergé              | Xavier Beauvois                               | Nominalizare - César Award for Best Actor                                             |
| 2012 | À l'aveugle                                                       | Narvik                           | Xavier Palud                                  |                                                                                       |
| 2012 | Sur la piste du Marsupilami                                       | General Pochero                  | Alain Chabat                                  |                                                                                       |
| 2012 | You Ain't Seen Nothin' Yet                                        | Lambert Wilson                   | Alain Resnais (4)                             |                                                                                       |
| 2012 | Ernest & Celestine                                                | Ernest                           | Stéphane Aubier Vincent Patar Benjamin Renner | Voice role                                                                            |
| 2012 | The Hollow Crown                                                  | Charles, King of France          | Thea Sharrock                                 | Miniserial TV (1 Episode)                                                             |
| 2013 | Cycling with Moliere                                              | Gauthier Valence                 | Philippe Le Guay                              |                                                                                       |
| 2013 | Manipulations                                                     | Franck Barrot                    | Laurent Herbiet                               | Film TV Nominalizare - Monte-Carlo Television Festival - Best Performance by an Actor |
| 2013 | ReWined                                                           | The Professor                    | Ferdinando Vicentini Orgnani                  |                                                                                       |
| 2014 | Barbecue                                                          | Antoine Chevalier                | Éric Lavaine                                  |                                                                                       |
| 2014 | 5 to 7                                                            | Valery                           | Victor Levin                                  |                                                                                       |
| 2014 | The Nostalgist                                                    | The Man                          | Giacomo Cimini                                | Scurtmetraj                                                                           |
| 2014 | Posthumous                                                        | Daniel S. Volpe                  | Lulu Wang                                     |                                                                                       |
| 2015 | Suite Française                                                   | Viscount de Montmort             | Saul Dibb                                     |                                                                                       |
| 2015 | Sins of a Father                                                  |                                  | Andrew Piddington                             |                                                                                       |
| 2015 | Rabid Dogs                                                        | The Father                       | Éric Hannezo                                  |                                                                                       |
| 2016 | The Odyssey                                                       | Jacques-Yves Cousteau            | Jérôme Salle                                  | Pending - Globes de Cristal Award for Best Actor                                      |
| 2016 | La Vache                                                          | Philippe                         | Mohamed Hamidi                                |                                                                                       |
| 2016 | The Jungle Book                                                   | Baloo                            | Jon Favreau                                   | French voice                                                                          |
| 2016 | Tout de suite maintenant                                          | Barsac                           | Pascal Bonitzer                               |                                                                                       |
| 2016 | The Confessions                                                   | Roché's lover                    | Roberto Andò                                  |                                                                                       |
| 2017 | Telle mère, telle fille                                           |                                  | Noémie Saglio                                 |                                                                                       |
| 2017 | Corporate                                                         |                                  | Nicolas Silhol                                |                                                                                       |